# NGC 2030
NGC 2030 ist ein Emissionsnebel in der Großen Magellanschen Wolke im Sternbild Dorado. Das Objekt wurde am 23. Dezember 1834 von dem  britischen Astronomen John Herschel entdeckt.